# Telureto de cádmio
Telureto de cádmio (CdTe) é um composto químico cristalino formado de cádmio e telúrio com uma estrutura cristalina cúbica (grupo espacial F-43m).
Na forma cristalina ele é um semicondutor de gap de energia direto. CdTe é também um poderoso material para células solares. Ele é normalmente montado em sandwich com sulfeto de cádmio para formar uma junção p-n de célula solar fotovoltaica. Tipicamente, células de CdTe usam uma estrutura n-i-p.
O telureto de cádmio também é pesquisado para o chaveamento em fibras óticas e para a deposição em filme por eletrodeposição galvanostática em meio aquoso ácido sobre silício monocristalino.